# Sara Suzanne Brown
Sara Suzanne Brown es una actriz estadounidense conocida por sus apariciones en películas softcore y eróticas entre 1991 y 1995. Hizo su debut cinematográfico en un pequeño papel como bailarina en El último boy scout (1991). Entre sus películas se encuentran Secret Games 2: The Escort (1993), Mirror Images 2 (1993), Virgin Hunters (1993), and Killer Looks (1994).

## Filmografía

### Cine
- El último boy scout (1991) como Bailarina.
- The Bikini Carwash Company (1992) como Sunny (como Suzanne Brown).
- Other People's Secrets (1993)
- The Bikini Carwash Company II (1993) como Sunny (como Suzanne Brown).
- Secret Games 2: The Escort (1993) como Irene.
- Mirror Images 2 (1993) como Prostituta.
- Virgin Hunters (1993) como Reena.
- Killer Looks (1994) como Diane.
- Lover's Leap (1995) como Rita.

### Televisión
- Muddling Through (1994, episodio: «It's a Date») como Miss Lagermeister.
- Dream On (1995, episodio: «Tie Me Sister Lu Down, Sport») como Penny.